# روژنا ماتورووا
روژنا ماتورووا (چکی: Růžena Maturová؛ ۲ سپتامبر ۱۸۶۹ – ۲۵ فوریهٔ ۱۹۳۸) خواننده برجستهٔ اپرا (سوپرانو) و بازیگر اهل اتریش-مجارستان بود.
او سوپرانوی اصلی تئاتر ملی پراگ بود و شهرت بین‌المللی داشت و پس از بازنشستگی، به تدریس آواز در پراگ پرداخت و شاگردان زیادی را تربیت کرد.